# Velyki Klišči
Velyki Klišči (ukrajinsky: Великі Кліщі; rusky: Великие Клещи) je bývalá vesnice (selo) v Korosteňském rajónu v Žytomyrské oblasti na severní Ukrajině. Vesnice byla evakuována v roce 1990 po Černobylské havárii v roce 1986.
Nachází se v „zóně absolutního (povinného) přesídlení“ uzavřené zóny Černobylu, což je oficiálně označená zakázaná oblast kolem místa katastrofy. V obci se nachází kostel sv. Michaela.

## Dějiny
Osada je poprvé zmíněna na konci 17. století. V roce 1972 v ní žilo 786 obyvatel, zatímco v roce 1981 to bylo 850. Vesnice byla správním střediskem vesnické rady Velyki Klišči, což je oblast místní správy v regionu. Po Černobylské havárii byla vesnice v roce 1990 evakuována. V té době zde žilo 250 rodin. Všichni byli s podporou vlády přemístěni do vesnice Lysivka v Popileňském rajónu ve stejné oblasti.
Dne 28. prosince 1990 Rada Žytomyrské oblasti odhlasovala odstranění Velyki Klišči a sousední vesnice Poliske z rejstříku obydlených míst. Proces byl dokončen, když Nejvyšší rada Ukrajinské sovětské socialistické republiky tento zákon dne 12. února 1991 zveřejnila.
Po evakuaci zůstala pouze jedna obyvatelka obce (samosely), žena, která zemřela ve věku 62 let na následky ozáření z katastrofy.